# Jordbron

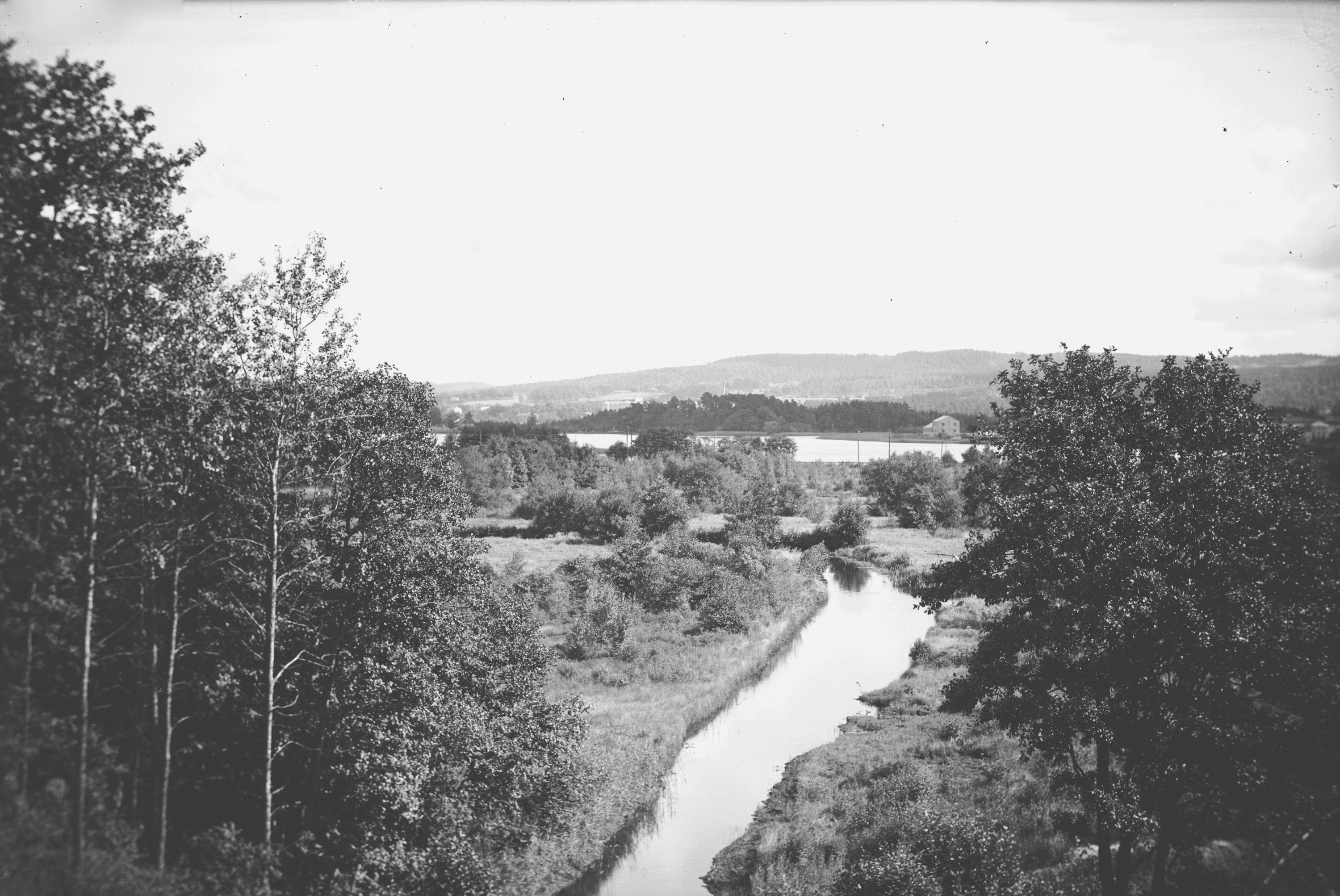
Tabergsån nära dess utlopp i Munksjön vid Jordbron. Foto: Knut Björlingson.

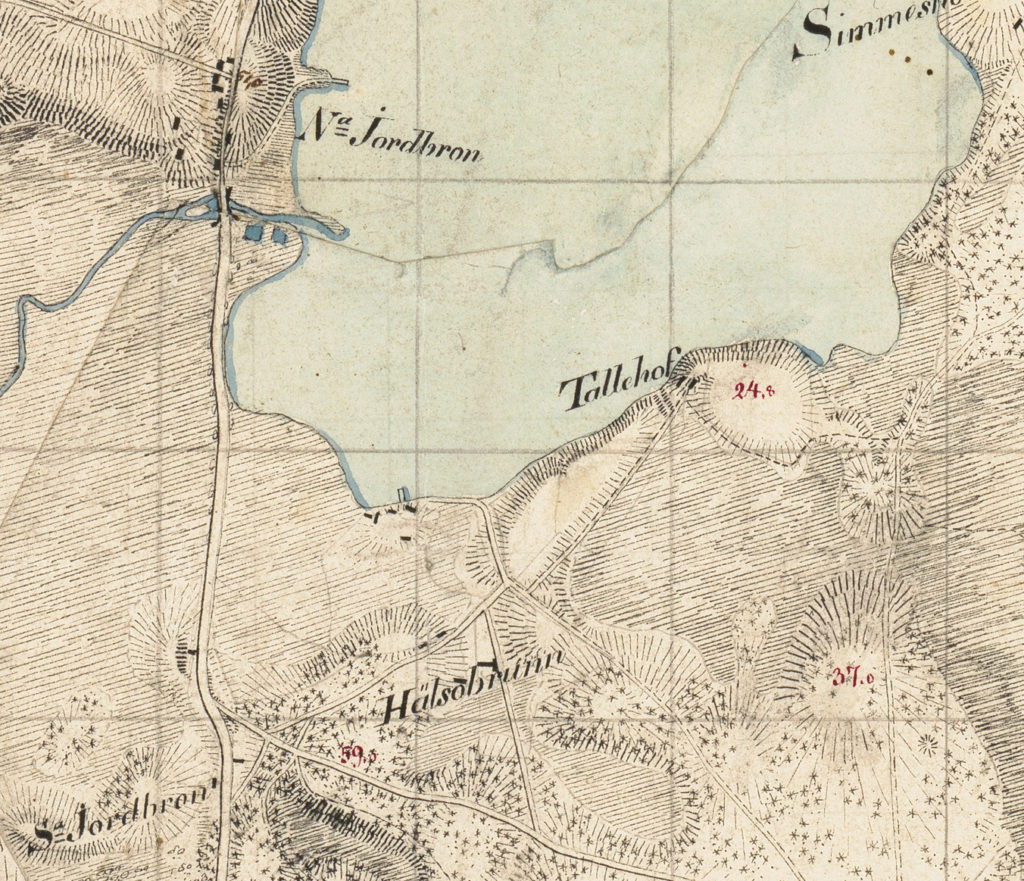
Detalj från en militär rekognoseringskarta från 1821.

Jordbron är en plats vid Tabergsåns utlopp i Munksjön i Jönköping, som från medeltiden fram till 1910 utgjorde gränsen mellan Jönköpings stad och Ljungarums församling. Namnet kommer av den vägbank som tidigt hade byggts över sankmarken på södra sidan av Tabergsåns utlopp i sjön.
Över Jordbron gick landsvägen Lagastigen från Skåne in mot stan. Efter uppbyggnad av den södra stadsdelen Torpa, växlade landsvägen namn vid Jordbron till Barnarpsgatan. Ända fram till början av 1970-talet var landsvägs- respektive gatusträckan över Jordbron en del av Riksväg 1 mellan Helsingborg och Stockholm, från 1962 omskyltades till E4.
Strax norr om Jordbron låg från tidigt 1600-talet en av två lastplatser för skutor, som från Lerbäcks bergslags kalkbrott i Harge utanför Askersund, fram till 1800-talet, fraktade kalksten för masugnarna i Tabergs bergslag.
Efter anläggandet av Jönköpings spårvägar 1916, förlängdes efter många i etapper år 1932 och 1936 dess Röda linje från Torpagatan längs Tabergsgatan fram till Jordbron, som sedan blev spårvägens södra ändhållplats fram till 1951, då linjesträckningen från Torpagatan. Vid Jordbro mötte den 1895 uppförda Vaggerydsbanans hållplats Jordbron, om anlades 1894 som banans första trafikplats norrifrån, 1,5 kilometer söder om den norra slutstationen Jönköpings hamnstation. På platsen fanns en liten väntsalsbyggnad. Hållplatsen blev senare överflödig, efter det att trafiken på Vaggerydsbanans norra sträcka inom Jönköpings stad lagts över på Ulricehamnsbanans tidigare banvall i en sväng runt Rocksjön.